# Langeais hercegnő (film, 2007)
A Langeais hercegnő (eredeti cím: Ne touchez pas la hache) 2007-ben bemutatott francia–olasz zenés romantikus filmdráma, amely Honoré de Balzac azonos című regénye alapján készült. Az élőszereplős játékfilm rendezője Jacques Rivette, producerei Roberto Cicutto és Martine Marignac. A forgatókönyvet Jacques Rivette, Christine Laurent és Pascal Bonitzer írta, a zenéjét Pierre Allio szerezte. A mozifilm a Pierre Grise Productions gyártásában készült, a Les Films du Losange forgalmazásában jelent meg. 
Franciaországban 2007. március 28-án, Olaszországban 2007. július 13-án mutatták be a mozikban, Magyarországon 2010. július 24-én a Duna TV-n vetítették le a televízióban.

## Szereplők
| Szereplő                 | Színész             | Magyar hang    |
| ------------------------ | ------------------- | -------------- |
| Antoinette de Langeais   | Jeanne Balibar      | Németh Borbála |
| Armand de Montriveau     | Guillaume Depardieu | Epres Attila   |
| Blamont-Chauvry hercegnő | Bulle Ogier         | Földi Teri     |
| Vidame de Pamiers        | Michel Piccoli      | Konrád Antal   |
| Clara de Sérizy          | Anne Cantineau      | Csondor Kata   |
| Ronquerolles márki       | Marc Barbé          | N/A            |

További magyar hangok: Incze József, Kiss Anikó, Seder Gábor, Sótonyi Gábor, Szokolay Ottó, Turi Bálint, Uri István

## Televíziós megjelenés
Duna TV